# Batutumpang
Batutumpang is een bestuurslaag in het regentschap Purwakarta van de provincie West-Java, Indonesië. Batutumpang telt 3885 inwoners (volkstelling 2010).